# Стельмашенко Василь Петрович
Василь Петрович Стельмашенко (нар. 3 серпня 1952, місто Сталіно, тепер Донецьк Донецької області) — політичний діяч, заступник директора ТОВ «Техпром» міста Донецька. Народний депутат України 6-го скликання.

## Біографія
У 1970—1972 роках — повар 3-го розряду піонертабору «Супутник» Куйбишевського продовольчого відділу робітничого споживання комбінату «Донецьквугілля» Донецької області.
У 1972—1974 роках — служба в Радянській армії.
У 1974—1976 роках — повар ресторану залізничної станції Донецьк. У 1976—1983 роках — підземний прохідник 5-го розряду шахти «Куйбишевська» комбінату «Донецьквугілля» Донецької області. У 1983—1988 роках — водій Донецького обласного управління ринків. У 1988—2001 роках — водій приватного підприємства «Колорит» у місті Донецьку.
У 2001—2006 роках — директор департаменту фірми «Ембрал» у Донецьку. У 2006—2009 роках — директор ТОВ «Донтехресурси» в Донецьку. У 2009—2010 роках — заступник директора ТОВ «Техпром» (Донецьк).
Член Партії регіонів. Народний депутат України 6-го скликання з 03.2010 до 12.2012, від Партії регіонів № 192 у списку. Член фракції Партії регіонів (з .03.2010). Член Комітету з питань екологічної політики, природокористування та ліквідації наслідків Чорнобильської катастрофи (з 04.2010).
За словами Олеся Донія, саме Стельмашенко, колишній член бандфомувань, у квітні 2010 року завдавав йому ударів, зокрема, по голові, коли ще 5 членів фракції регіоналів (зокрема, Володимир Олійник) тримали Донія. Внаслідок цього потерпілий провів у лікарні 2 місяці.
Освіта вища.